# Igor Karsko
Igor Karsko (* 1969) ist ein slowakischer Violinist.

## Leben
Igor Karsko studierte bei Karol Petroczi am Konservatorium Košice und bei Jiri Tomasek an der Musikakademie Prag, wo er mit einem Ehrendiplom abschloss. In Prag erhielt er auch Kammermusik- und Dirigierunterricht. Lord Yehudi Menuhin lud Karsko 1991 an die Menuhin-Akademie Gstaad ein, wo er bei Alberto Lysy und Yehudi Menuhin studierte. Karsko war Mitglied der Camerata Lysy und des Gustav Mahler Jugendorchesters unter der Leitung von Claudio Abbado sowie Konzertmeister der Staatlichen Philharmonie Košice. Zwischen 1993 und 2012 war er erster koordinierter Konzertmeister des Luzerner Sinfonieorchesters. Zudem ist er Künstlerischer Leiter und Konzertmeister der Camerata Zürich. Rezitale, Solo- und Kammermusikkonzerte führten ihn durch ganz Europa.